# Districtul Lan Sak
Lan Sak (în thailandeză ลานสัก) este un district (Amphoe) din provincia Uthai Thani, Thailanda, cu o populație de 57.548 de locuitori și o suprafață de 1.080,4 km².

## Componență
Districtul este subdivizat în 6 subdistricte (tambon), care sunt subdivizate în 81 de sate (muban).
| Nr. | Nume          | În thailandeză | Sate | Locuitori |  |
| --- | ------------- | -------------- | ---- | --------- |  |
| 1.  | Lan Sak       | ลานสัก          | 10   | 13,905    |  |
| 2.  | Pradu Yuen    | ประดู่ยืน         | 12   | 6,697     |  |
| 3.  | Pa O          | ป่าอ้อ           | 10   | 7,358     |  |
| 4.  | Rabam         | ระบำ           | 19   | 12,573    |  |
| 5.  | Nam Rop       | น้ำรอบ          | 18   | 9,635     |  |
| 6.  | Thung Na Ngam | ทุ่งนางาม        | 12   | 7,380     |  |

1. ↑   (PDF) http://www.ratchakitcha.soc.go.th/DATA/PDF/2518/D/213/2624.PDF Lipsește sau este vid: |title= (ajutor)